# 元光鎬
元 光鎬（ウォン・グァンホ、朝鮮語: 원광호、1947年3月13日 - ）は、大韓民国のハングル研究者・普及活動家、政治家。第14代韓国国会議員。
本貫は原州元氏。キリスト教徒。

## 経歴
江原道原州郡（現・江原特別自治道原州市）出身。慶熙大学校行政大学院、中央大学校新聞放送大学院、ソウル大学校行政大学院修了。社団法人韓国正しい言葉研究院長、科学技術処ハングル標準専門委員、国際学術大会韓国代表、円光奨学会長、韓国文化団体みんなの会顧問、ハングル世界化運動本部長、国際韓国語教育院長、大韓民国訓民正音保存委員長、峨山鄭周永記念事業会長、国民党所属の第14代国会議員を務めた。

## エピソード
ハングルの普及活動を積極的に行っており、韓国正しい言葉研究院長を務めていた2003年5月13日には楊平郡の「ハングル文化の家」で約20時間の間、長さ150メートルの巨大な布に合計1万2768文字のハングルを不眠不休で書くという挑戦を行い、ギネス世界記録に登録された。
国会議員を務めたときも、国会の本会議場で漢字名の銘板を外してハングルバージョンを張り付けた。